# Grievous Angel
| 평가 점수                     | 평가 점수   |
| 출처                          | 점수        |
| ----------------------------- | ----------- |
| AllMusic                      | [ 1 ]       |
| Christgau's Record Guide      | A           |
| Encyclopedia of Popular Music | [ 3 ]       |
| Rolling Stone                 | (favorable) |
| Tom Hull                      | A–          |

《Grievous Angel》은 미국의 싱어송라이터 그램 파슨스의 두 번째이자 마지막 솔로 스튜디오 음반으로, 1973년 여름 세션에서 편집되어 1973년 9월, 모르핀과 알코올 과다복용으로 사망한 지 4개월 만에 발매되었다. 젊은 에밀루 해리스가 눈에 띄게 참여한 이 음반은 발매와 동시에 큰 호평을 받았으나 상업적인 성공을 거두지 못했으며 파슨스의 이전 솔로 활동 및 플라잉 부리토 브라더스와 함께 운명이 공유되었다. 《Grievous Angel》은 《빌보드》 차트에서 195위로 정점을 찍었다. 낮은 판매량에도 불구하고 컨트리 및 로큰롤 파슨스 간의 하이브리드 "코스믹 아메리칸 뮤직"으로 불리는 성공적인 예로 여겨진다.
2012년, 이 음반은 《롤링 스톤》의 역사상 가장 위대한 음반 500장 중 425위에 올랐다.

## 배경
1973년 봄과 여름, 그램 파슨스는 그의 노래 파트너인 에밀루 해리스, 제임스 버튼과 글렌 하딘을 포함한 엘비스 프레슬리의 "테이킹 케어 오브 비즈니스" 밴드의 다양한 멤버들, 그리고 그의 두 번째 솔로 음반을 녹음하기 위해 가끔 게스트(버니 리든, 린다 론스타트 등)와 다시 모였다. 그의 이전 음반 《GP》와 달리, 《Grievous Angel》은 여러 가지 계획을 가지고 순회공연을 했다.

## 사후 변경사항
해리스와 남편과의 관계를 전혀 신경 쓰지 않았던 파슨스의 미망인 그레첸은 음반의 앞면 커버 (원래 "Gram Parsons with Emmylou Harris"로 표기되었고 두 사람의 사진을 특징으로 하는)에서 해리스는 음반의 앞면 커버에서 제외되고 뒷면 커버에 있는 크레딧으로 밀려났다. 또한 그레첸은 오리지널 타이틀곡인 〈Sleepless Nights〉을 제거하고 커버를 파란 바다 속 파슨스의 이미지로 교체했다. 편곡은 1974년 1월에 발매되었다. 발매되지 않은 세션 동안 녹음된 세 곡인 〈Sleepless Nights〉, 〈The Angels Rejoiced in Heaven Last Night〉, 〈Brand New Heartache〉는 사후 1976년 파슨스/플라잉 부리토 브라더스 음반인 《Sleepless Nights》에 발매되었다.

## 곡 목록
| #  | 제목                             | 작사·작곡              | 재생 시간 |
| -- | -------------------------------- | ---------------------- | --------- |
| 1. | 〈Return of the Grievous Angel〉 | 그램 파슨스, 톰 브라운 | 4:19      |
| 2. | 〈Hearts on Fire〉               | 월터 이건, 톰 귀데라   | 3:50      |
| 3. | 〈I Can't Dance〉                | 톰 T. 홀               | 2:20      |
| 4. | 〈Brass Buttons〉                | 파슨스                 | 3:27      |
| 5. | 〈$1000 Wedding〉                | 파슨스                 | 5:00      |

| #  | 제목                                                                                 | 작사·작곡                                                                         | 재생 시간 |
| -- | ------------------------------------------------------------------------------------ | --------------------------------------------------------------------------------- | --------- |
| 1. | 〈Medley Live from Northern Quebec〉 - 〈Cash on the Barrelhead〉 - 〈Hickory Wind〉 | 찰리 루빈, 아이라 루빈 (Cash on the Barrelhead), 파슨스, 밥 뷰캐넌 (Hickory Wind) | 6:27      |
| 2. | 〈Love Hurts〉                                                                       | 펠리스 브라이언트                                                                 | 3:40      |
| 3. | 〈Ooh Las Vegas〉                                                                    | 파슨스, 릭 그레치                                                                 | 3:29      |
| 4. | 〈In My Hour of Darkness〉                                                           | 파슨스, 에밀루 해리스                                                             | 3:42      |